# Anjal, Devadurga
Anjal là một làng thuộc tehsil Devadurga, huyện Raichur, bang Karnataka, Ấn Độ.